# ミイラの飼い方
『ミイラの飼い方』（ミイラのかいかた、How to keep a mummy）は、空木かけるによる日本の漫画作品。comico（NHN comico）にて連載中。平凡な男子高校生と手乗りサイズのミイラとの生活を描いた漫画作品で、主人公格のキャラクター以外にも登場キャラクターは多数存在する。comico作品として初めてのゲーム化として、スマートフォン向け『ミイラの飼い方-ミイパズ』公式パズルゲームが2019年3月21日にリリースされた。

## あらすじ
ある日、男子高校生・柏木空の元に、父モクレンから大きな荷物が届く。そこに入っていたのは、手乗りサイズの小さなミイラ。空は警戒しながらも、小さな危なっかしいミイラに「ミーくん」と名前をつけて一緒に暮らすことにする。更に幼馴染の神谷他月には小鬼の「コニー」、クラスメイトの茂木朝にはドラゴンの「いさお」、同級生で友人の立秋大地にはバクの「ムクムク」がパートナーとして一緒に暮らすことになる。

## 登場人物

### 主要人物とそのパートナー
柏木 空（かしわぎ そら）
声 - 田村睦心、津田美波（小学生･幼少期）
本作の主人公。漫画初登場は、第1話『荷物の中身』。現在は18歳の高校3年生で3年2組（アニメ版では、開始時は2年2組）。アニメ初登場は第1話。誕生日は5月5日。ある日、自称冒険家の父･モクレンから、手紙と共に小さな手乗りサイズのミイラが送られてきたことから、ミイラ（ミーくん）との共同生活がスタートする。
得意教科は家庭科と体育で、家事は男子高校生とは思えないほどテキパキこなす。また、身長167cm(成長中)、体重53.2kgと、高校生男子にしてはかなり小柄であるが、バスケットボールでは1人で8人抜きをするなど並ならぬ運動神経の持ち主である。またアニメ版では、茂木にぬいぐるみと間違えられてしまったミーくんを取り戻すため、体育の授業のマラソンを早く終わらせようとスタートダッシュをしてクラスメイトを驚かせている。ミーくんがコレクターに捕まり助けに行こうと崖を登っているとき、受付の鬼に『あれは本当に人間かい?』と、驚かれているほど。しかし英語に関しては壊滅的であり、赤点を防ぐために他月からノートを渡されたり、ドラゴンであるいさおがローマ字を覚えた際、他月に｢柏木よりできる」と言われたほどである。また幽霊が苦手で、話題に出したり映画を見たりする事も拒絶している。原作第51話『映画を見ようよ！』にて、朝の質問を受けた他月との会話の中に、「幽霊だけはムリ」「リアルな方には二度とお会いしたくない」という台詞があることから、過去に何かしら危害を加えられた可能性も浮上している。素早い虫も苦手であることが、コミックス9巻より判明した。甲骨文字が読める。基本的に明るく社交的であるため友人も多く、頼られると一肌脱いでしまうなど世話好きな性格であるが、幼い頃に母親を亡くすなど幼少期の複雑な家庭環境からか、時折周囲から一線引いた冷めた一面もみられる。また、そのような家庭環境からなのか中学時代は少々荒れていたようで、プチ家出をしたことがある(コミックス9巻より)。
空という名前の由来は、『どこまでも続く空のように、果てしない可能性で自由に生きて欲しい』という願いが込められている(コミックス9巻より)。
ミーくんと会った直後は警戒していたが、物語が進むにつれ、ミーくんやポチへに対する強い愛着をみせるようになる。また、他月曰くアホ毛が彼の本体であるようで、気分によって揺れたり萎れたりする。掴むと大人しくなるらしい。
ミーくん
声 - 茅野愛衣
漫画初登場は、第1話『荷物の中身』。アニメ初登場は第1話。エジプト出身のミイラで、「わん」と鳴く。空の父であるモクレンから空の元へ送られ、以来空と同居している。KAEDE様からは「白くてぷにぷにで大福のよう」と評され、触り心地を気に入られている。包帯を剥ごうとすると発光し人間を気絶させることもあるとされ、包帯を剥いではならないとされている。空のことが大好きで、物語初期の頃は寂しさのあまり留守番中萎れてしまっていた。空がそばにいない時には彼のハンカチを抱きしめることもある。ある悲しい背景ゆえ、エジプトに帰りたがらない。
神谷 他月（かみや たづき）
声 - 河本啓佑、関根明良（小学生･幼少期）
漫画初登場は、第5話『友人とミイラ』。アニメ初登場は第1話。空の幼馴染であり親友で、高校でも同じクラスに所属している。わざと前髪を半分伸ばし左目を見えづらくしている。誕生日は7月7日。空とは保育園の時からの仲であり、当時独りぼっちでいた彼に声をかけたことから友達になった。
勉強が得意であり、よく空や他月の妹である月夜に勉強を教えている。その一方、サディスティックな人物でもあり、初めはその性質を見抜いたミーくんに怯えられたり、いかがわしい本を読む場面もあった。深く関わると突き放せなくなるためクールに振る舞っているが、実はとても友達思いで心優しい少年であり、誰よりも空の事を気にかけている。そのため、空が他月達を守ろうと捨て身で囮になろうとした際は、怒りの余り空の頭を殴って怒鳴りつけていた。小学生の頃コレクターに襲われたことがあり、その際助けようとしたドラゴンを逆に傷つけてしまったことがある。それがトラウマとなり、当初はコニーを飼う事を拒否していたが、のちに受け入れた。更に、空の家庭の事情から、コレクター関連のことは空に言わないようモクレンから口止めをされている。美術関連が苦手で、手先はあまり器用ではない。また、幽霊が苦手(ゾンビなどのホラー映画は好んで鑑賞している)。原作第51話『映画を見ようよ！』では、「ホラーはエンターテインメントだけで良い」などという台詞があることから、空同様過去に幽霊に遭遇したことがある可能性が浮上している。学校では弓道部に所属しており、喫茶店でバイトをしている。しかしシフト中は、集中が切れる為か空以外の友人には来てほしくない様子を見せていた。とても目がいい。175cmという高身長と見た目の良さから異性にはよくもてるが、本人はあまり喜んでいない。空同様、身長は少しずつ伸びているらしい。
一家全員の名前に『月』という漢字が入っている(コミックス9巻より)。また、コミックス9巻にて、初めて父親の名前が明かされた。
コニー
声 - 茅野愛衣
他月のパートナーである小鬼。漫画初登場は、第20話『他月の憂鬱』。夜道を1人で歩いていた他月の後をつけ、そのまま他月の家に居着いた。空は節分で追い出されたと推測した一方、身体が傷だらけだったことから、他月は何か訳があると推測している。当初は他月から居候扱いされ何度も追い出されそうになっていたが、ある日月夜のケーキを勝手に食べてしまったことをきっかけに本格的に他月を怒らせてしまい、神谷家に帰って来なくなってしまった。その後、心配した空や朝、そして他月の捜索により無事に見つかり、心の内を打ち明けた他月とも仲直りし本格的に神谷家の｢飼い小鬼｣となった。現在は他月の良きパートナーとなっており、良いコンビネーションを見せている。
茂木 朝（もてぎ あさ）
声 - 茜屋日海夏
空と他月の同級生である、17歳の高校3年生。漫画初登場は、第9話『ぬいぐるみのフリ』、レギュラー化を果たしたのは第28話『お留守番と訪問者』である。アニメ初登場は第2話で、第5話からレギュラー化する。誕生日は3月3日。血液型はO型。元家庭科部。語尾に『～のか』『～だな』と付ける中性的な話し方をする。148cmという小柄な体格とツインテールで前髪斜めカットというかわいらしさに反して、「タンスくらいなら持ち上げられる」と自称するほどの怪力を誇る。空からは『その辺の靴箱を俺に投げたり、俺をトカゲに投げたりしないでね』と恐れられていた。また、神様のお祭りに参加した際には赤鬼と腕相撲をし瞬殺した。虫は平気だがトカゲが大の苦手で、後にパートナーとなるいさおと初めて出会ったときは彼を大きなトカゲと勘違いし逃げ回っていた。明るく裏表がなく、社交的な性格なので、男女や年齢問わず友人が多い。あだ名で呼ばれることを好み、それを知った空は「妹にしたい」、他月は「モギって呼ぼう」と考えていた。
好きな食べ物はシュークリーム。映画はホラー映画が好きである。
アニメ版では、本物のミーくんと空が作ったぬいぐるみのミーくんを間違えて持って行ってしまう。ミーくんが無事空の元に帰った後、何も知らない彼女は「ぬいぐるみを失くしてしまった」と空に謝っているなど、素直な面が伺える。
いさお
声 - 高橋伸也
朝のパートナーであるドラゴン。漫画初登場は、第28話『お留守番と訪問者』。たまたま茂木家に迷い込んだことから朝と出会う。当初はいさおのことを大きなトカゲと勘違いした朝に様々なものを投げつけられるも、彼女が逃げる際に階段で転んだ時の怪我を心配するなど心優しい。ひらがなやカタカナ、ローマ字が書けたり、ミーくんやコニーの面倒をみるなどしっかりしている一方、朝が学校に行くのを阻止しようと制服を被って悪戯をしたり、過去のトラウマから自分に近づくことを避けていた他月の注意を引こうとするなど、少々寂しがり屋な所もある。
柏木 カエデ（かしわぎ カエデ）
声 - 茅野愛衣
空の叔母。漫画初登場は特別番外『お正月』であるが、第5話の空と他月の会話にて名前のみ登場している。アニメ初登場は第1話。2月29日生まれと、誕生日はかなり珍しい閏年。白髪の美女で、182cmと女性にしてはかなりの高身長。大人気モデルや映画監督など様々なジャンルで活躍するが、周囲には彼女がその本人であるとは気付かれていない。眼鏡をかけると「KAEDE様」と化し、性格が180°変わるため、空からはめんどくさがられている。モクレンからの分厚い手紙をかなりのスピードで読みこなす能力がある。またコレクターの存在を知る他月から度々相談を受けたり、逆に空のことについて他月に相談をすることもある。
立秋 大地（たちあき だいち）
声 - 山下誠一郎
空の同級生で、3年5組。漫画初登場は第47話『視線の先』、レギュラー化を果たしたのは第53話『行き倒れの人』。アニメ初登場は第2話だが、校内の廊下を走っていた空、他月とぶつかるも、そのまま通り過ぎるのみとなっている。アニメ版では第7話でレギュラー化した。小学校低学年の頃から悪夢に悩まされるようになり、そこからは寝起きが悪く見境なく人を殴ったりするようになった。それが原因で実家にあった1千万円する壺を壊してしまい、父親から追い出されてしまう。悪夢を見るようになったきっかけは覚えていないが、飼っていたウサギが死んでしまった時からの記憶が無いため、恐らくそのウサギが悪夢に何らかの形で関係しているものと思われる。このような理由から目付きが悪く、周囲に恐れられていたためクラスからも孤立してきたが、空を通じてバクであるムクムクと出会ってからは悪夢を見ることが全くなくなり、少しずつ穏やかな日常を取り戻し本来の優しい性格に戻ることが出来た。そのため空にとても感謝している。また、これまであまり周囲と関わってこなかったため人との打ち解け方がわからず、当初はクールに振る舞う他月とうまく話すことができなかった。しかしミーくんが2人に手を繋がせたり、空や朝と不思議生物達と一緒に日々過ごすうちに次第に他月とも仲が深まり、現在は他月のことを「神くん」とあだ名で呼ぶほどである。父親の職業は判明していないが、大きな屋敷と多くの使用人、また料理長などが存在することから実家は相当な大富豪であると思われる。ムクムクのことを「ムッくん」「ムック」と呼んだり、「〜なんか？」「〜していいんか？」などという話し方をしたり、可愛い一面もある。身長は184cmと、空や他月らよりも高い。誕生日は1月1日。
ムクムク
声 - 山下誠一郎
大地のパートナーであるバク。レギュラー化を果たしたのは第54話『黒いの見えるの』。空が、大地の部屋に貼ってあった｢バク避け｣のお札を剥がしたことから大地の部屋に入れるようになり、彼の夢を食べた。ふわふわのもふもふでとても手触りが良い。しかし、撫ですぎると逃げ出してしまう。あまり感情を表に出すことがなく、大地からは何を考えているのかよく分からないと言われる一方、撫でられてもそっぽを向くことなどツンデレとしての一面もある。不思議生物の中では1番柔らかい。移動スピードが非常に速く、音速を越えてしまう。物語の重要な鍵を持っているものと思われる。

### 柏木家
柏木モクレン（かしわぎ モクレン）
声 - 松山鷹志
空の父親。楓の兄であり、自称冒険家。世界を飛び回っているため、家にはほとんどいない。本当の仕事は、不思議な生き物をコレクターから守る保護官だが、空にはその事を隠している。これまで出先から呪いの人形をはじめとする物品を空に送ったことがあり、ミーくんやアーやんが届いた際も空から警戒されているが、本人に全くの悪気は無く、空を思っての行動である。

### 神谷家
神谷月夜（かみや つきよ）
声 - 中小路雅海
他月の妹。バレンタインで兄の他月にお菓子を作っていたことや、帰りの遅い彼を起きて待っていることなどから、兄(他月)のことが大好きなツンデレであることがわかる。また、他月の「こいつは昔から柏木のことが大好きだからな」という発言や、空からもらったケーキをコニーが食べてしまった時の反応から、空に好意を寄せているような様子も伺える。

### その他
ポチ
声 - 高田紗希衣
柏木家で飼われている犬。性別は雌。とても優しい性格。ミーくんが来た日、自分のご飯のドッグフードをミーくんに分けてあげた。普通の犬に見えるが、空曰く数百年生きる犬との事で物語の時点で推定50歳で、空が生まれた時から見守り続けている。
アーやん
声 - 中尾隆聖
モクレンが送ってきたアヌビス。本物ではなく、アヌビス像の「付喪神」。おしゃべり好きで、明るい性格。キャンプや文化祭など、イベント事が好き。動くことができないので、キャスター付き台座に乗っており、移動の際はポチに引っ張ってもらっている。また、口に咥えて甘噛みをすることで、咥えたものの質感などを知ることができる。甘噛みはかなり心地がいいらしい。
地蔵のジイちゃん
声 − 三好翼
凹十津神社の地蔵菩薩。いつもニコニコしている。穏やかでやさしい性格の持ち主で、アーやんと同じ付喪神。空や他月と親しく、よく悩み相談を受けている。空の頼みで、空たちが学校に行っている間、神様と共にミーくんたちの面倒をみることになる。
神様
声 − なし
凹十津神社の祭神。オレンジ色の和服をまとい、顔は紋様が描かれた紙で隠している。言葉は話さないが、声を発するのは、お告げを伝える時のみで、普段はジェスチャーで会話している。空たちが学校に行っている間、ジイちゃんと共にミーくんたちの面倒を見るようになる。
山田さん
声 − 杉崎亮
空の知り合いの大鬼。人間が大好きで、「めんこい」と言って抱きしめる。人間に化けることもでき、運転免許を修得している。
パック
大地が幼い頃に飼っていた悪魔。
コレクターに狙われたことで死んでしまい、大地に呪いをかけた。しかし、転生後に大地を呪ったのは勘違いだったと知り、後悔していたため、友達のムクムクに大地の夢を食べてくれるように頼んだ。何度も何度もコレクターに狙われ、殺されたため、人間を嫌っている。
鈴木
声 - 花倉洸幸
空、他月、朝のクラスメイト。明るいお調子者。
田中
声 - 峯田大夢
空、他月、朝のクラスメイト。話し方がおっとりしている。

## 書誌情報
- 空木かける『ミイラの飼い方』、NHN comico〈アクションコミックス comico BOOKS〉、既刊21巻（2025年6月12日現在）
  1. 2016年2月12日発売[2]、ISBN 978-4-575-84750-5
  2. 2016年7月12日発売[3]、ISBN 978-4-575-84822-9
  3. 2016年11月11日発売[4]、ISBN 978-4-575-84878-6
  4. 2017年5月12日発売[5]、ISBN 978-4-575-84968-4
  5. 2017年10月12日発売[6]、ISBN 978-4-575-85041-3
  6. 2018年2月10日発売[7]、ISBN 978-4-575-85041-3
  7. 2018年8月9日発売[8]、ISBN 978-4-575-85196-0
  8. 2018年12月12日発売[9]、ISBN 978-4-575-85251-6
  9. 2019年6月12日発売[10]、ISBN 978-4-575-85315-5
  10. 2019年10月11日発売[11]、ISBN 978-4-575-85358-2
  11. 2020年3月12日発売[12]、ISBN 978-4-575-85425-1
  12. 2020年11月12日発売[13]、ISBN 978-4-575-85509-8
  13. 2021年5月12日発売[14]、ISBN 978-4-575-85576-0
  14. 2021年12月9日発売[15]、ISBN 978-4-575-85663-7
  15. 2022年6月9日発売[16]、ISBN 978-4-575-85723-8
  16. 2022年12月12日発売[17]、ISBN 978-4-575-85789-4
  17. 2023年6月12日発売[18]、ISBN 978-4-575-85853-2
  18. 2023年12月12日発売[19]、ISBN 978-4-575-85919-5
  19. 2024年6月12日発売[20]、ISBN 978-4-575-85977-5
  20. 2024年12月12日発売[21]、ISBN 978-4-575-86034-4
  21. 2025年6月12日発売[22]、ISBN 978-4-575-86103-7

## ゲーム
2019年2月15日に、NHN comicoより『comico』の人気オリジナルマンガで、2018年にはTBS系列でテレビアニメ化もされた『ミイラの飼い方』（作：空木かける）のスマホゲーム化を発表。同時に『ミイラの飼い方パズルゲーム』の公式サイトの公開と事前登録を開始した。
『LINE POP』シリーズの開発で知られるNHN PixelCubeが開発を担当する。
『ミイラの飼い方パズルゲーム』の公式Twitterアカウントは* 「ミイラの飼い方」公式ゲーム -ミイパズ- (@mummy_puzzle) - X（旧Twitter）である。
2021年2月28日、サービス終了。

## テレビアニメ
2018年1月より3月までTBS、BS-TBSにて放送された。
また、テレビ放映に先駆け、2017年12月24日にはサンリオピューロランド ディスカバリーシアターにて第1話の先行上映とキャストのトークショーが行われた。

### スタッフ
- 原作 - 空木かける（comico）[1]
- 監督 - かおり[1]
- プロデューサー - 那須田淳[1]
- シリーズ構成 - 赤尾でこ[1]
- キャラクターデザイン - 岸田隆宏[1]
- プロップデザイン - 齊藤めぐみ
- CGIプロデューサー - 生原雄次
- 美術設定 - 藤瀬智康
- 美術監督 - 市倉敬
- 色彩設計 - 小松さくら
- 撮影監督 - 東郷香澄
- 編集 - 武宮むつみ
- 音楽 - 末廣健一郎、MAYUKO
- 音楽制作 - ワンミュージック
- 音響監督 - 亀山俊樹
- 音響効果 - 倉橋裕宗
- 音響制作 - グルーヴ
- アニメーション制作 - エイトビット[1]
- 製作協力 - クランチロールSCアニメファンド、日音、エイトビット、エグジットチューンズ
- 製作 - ミイラの飼い方製作委員会、TBS

### 主題歌
「不思議な旅はつづくのさ」
つりビットによるオープニングテーマ。作詞・作曲・編曲は久下真音。
「ロゼッタ・ストーン」
イケてるハーツによるエンディングテーマ。作詞・作曲は志倉千代丸、編曲は悠木真一。

### 各話リスト
| 話数 | サブタイトル                                                     | 脚本     | 絵コンテ          | 演出         | 作画監督                                                | 総作画監督                       |
| ---- | ---------------------------------------------------------------- | -------- | ----------------- | ------------ | ------------------------------------------------------- | -------------------------------- |
| #01  | しろくてまるくてちいさくてとても泣きむしだけどがんばる           | 赤尾でこ | かおり            | 中山敦史     | 小倉典子 朱原デーナ 酒井秀基 小島彰                     | 桂憲一郎                         |
| #02  | いじわるされたりおいかけられたり小さいということはとてもたいへん | 赤尾でこ | 吉田泰三          | 登坂晋       | 小菅和久 山本真理子 瀧原晶子 米澤優                     | 酒井秀基 福永智子                |
| #03  | たいせつなひとが風ぜをひいたらとてもしんぱい                     | 赤尾でこ | 寺東克己          | 名和宗則     | 小島彰 中島美子 八木澤修平                              | 桂憲一郎                         |
| #04  | おにごっこはひとりではできないしいっしょは楽しい                 | 清水恵   | こでらかつゆき    | 森義博       | 山内則康 梶浦紳一郎 木下由美子                          | 酒井秀基 福永智子 桂憲一郎       |
| #05  | やさしい気もちこわいのとんでけ                                   | 横谷昌宏 | 吉田泰三          | 井之川慎太郎 | 塚本歩 村長由記 猿渡聖加                                | 桂憲一郎                         |
| #06  | きゅうにはむりだからちょっとずつ大きくなるよ                     | 横谷昌宏 | 村山公輔          | 中山敦史     | 森悦史 吉岡敏幸 飯飼一幸 平馬浩司 吉田和香子            | 酒井秀基 福永智子                |
| #07  | こわい夢みてもひとりじゃないからだいじょぶ                       | 赤尾でこ | 登坂晋            | 登坂晋       | 小菅和久 朱原デーナ 小倉典子                            | 桂憲一郎                         |
| #08  | あたらしいとこふしぎなとこふしぎな友だち                         | 清水恵   | 高岡じゅんいち    | 尋田耕輔     | 石田可奈 小島彰 櫻井拓郎 瀧原晶子 中島美子 八木澤修平   | 酒井秀基 福永智子                |
| #09  | やさしい手あたたかい手                                           | 横谷昌宏 | こでらかつゆき    | 関暁子       | 池内直子 森亜弥子                                       | 桂憲一郎                         |
| #10  | とおくからきた楽しいびっくり                                     | いちば絲 | ワタナベシンイチ  | 森義博       | 梶浦紳一郎 山内則康 猿渡聖加                            | 高岡じゅんいち 酒井秀基 桂憲一郎 |
| #11  | ずっとずっといっしょにいたいと思ってるから                       | 赤尾でこ | 小島正士          | 登坂晋       | 山本真理子 望月俊平 村長由紀 森悦史 櫻井拓郎            | 桂憲一郎 福永智子                |
| #12  | いつも いっしょ                                                  | 赤尾でこ | 寺東克己 吉田泰三 | かおり       | 小倉典子 八木澤修平 小島彰 瀧原晶子 朱原デーナ 中島美子 | 桂憲一郎 酒井秀基 福永智子       |

### 放送局
| 放送期間                | 放送時間                     | 放送局         | 対象地域   | 備考                      |
| ----------------------- | ---------------------------- | -------------- | ---------- | ------------------------- |
| 2018年1月12日 - 3月30日 | 金曜 1:58 - 2:28（木曜深夜） | TBSテレビ      | 関東広域圏 | 製作局 / 字幕放送         |
| 2018年1月14日 - 4月1日  | 日曜 1:00 - 1:30（土曜深夜） | BS-TBS         | 日本全域   | BS放送                    |
| 2018年1月15日 - 4月2日  | 月曜 1:00 - 1:30（日曜深夜） | TBSチャンネル1 | 日本全域   | CS放送 / リピート放送あり |
| 2018年1月26日 - 4月13日 | 金曜 0:56 - 1:26（木曜深夜） | あいテレビ     | 愛媛県     |                           |

### DVD
| 巻 | 発売日        | 収録話          | 規格品番 |
| -- | ------------- | --------------- | -------- |
| 1  | 2018年3月30日 | 第1話 - 第3話   | QWBE-7   |
| 2  | 2018年4月18日 | 第4話 - 第6話   | QWBE-8   |
| 3  | 2018年5月16日 | 第7話 - 第9話   | QWBE-9   |
| 4  | 2018年6月20日 | 第10話 - 第12話 | QWBE-10  |

| TBSテレビ 金曜 1:58 - 2:28（木曜深夜） | TBSテレビ 金曜 1:58 - 2:28（木曜深夜） | TBSテレビ 金曜 1:58 - 2:28（木曜深夜）               |
| 前番組                                 | 番組名                                 | 次番組                                               |
| -------------------------------------- | -------------------------------------- | ---------------------------------------------------- |
| DYNAMIC CHORD                          | ミイラの飼い方                         | されど罪人は竜と踊る 【ここから「アニメリコ」第2部】 |

## コラボレーション
2016年9月19日から、サンリオのポムポムプリンとのコラボレーション漫画全8話がcomicoにて配信された。
また、2017年4月6日には、宝島社からムック「ミイラの飼い方×ポムポムプリン SPECIAL BOOK」が発売された。